# Тейлор-Джонсон, Аарон
А́арон Пе́рри Те́йлор-Джо́нсон (англ. Aaron Perry Taylor-Johnson; род. 13 июня 1990, Хай-Уиком, Великобритания) — британский актёр. Лауреат премии «Золотой глобус» (2017) за роль Рэя Маркуса в фильме «Под покровом ночи» (2016).
Снялся в таких фильмах, как: «Ангус, стринги и поцелуи взасос» (Робби), «Иллюзионист» (юный Айзенхайм), «Стать Джоном Ленноном» (Джон Леннон), «Пипец» (Дэйв Лизевски), «Чат» (Уильям), «Особо опасны» (Бен), «Анна Каренина» (Вронский), «Годзилла» (Форд Броуди), «Мстители: Эра Альтрона» (Пьетро Максимофф / Ртуть).

## Биография
Родился 13 июня 1990 года в Холмер Грин (Бакингемшир, Англия) в еврейской семье. Мать — домохозяйка, отец — инженер.
Заинтересовался актёрской деятельностью и начал появляться на сцене ещё будучи ребёнком, в 6 лет, играя небольшие спектакли и снимаясь в рекламе. Учился в школе Джека Палмера. Изучал драматическое искусство, пение, джаз, занимался акробатикой.
Первые (незначительные) роли он получил в сериале «Закон» (2002) и фильмах «Катастрофа» (1996) и «Армадилло» (2001). Затем последовала главная роль в фильме «Том и Томас», в котором он играл двух братьев-близнецов, но первой стоящей ролью стала работа в фильме «Шанхайские рыцари» Дэвида Добкина. Далее последовали несколько второстепенных ролей.
Вскоре, будучи подростком, стал известен как Робби в фильме «Ангус, стринги и поцелуи взасос», но настоящим его прорывом стала главная роль в биографическом фильме «Стать Джоном Ленноном», за которую в 2009 году он был номинирован на премии British Independent Film Awards как «Лучший актёр», London Critics Circle Film Awards как «Молодой британский исполнитель года» (2010) и получил награду Empire Awards за «Лучший дебют» (2011), невзирая на то, что многих кинокритиков и фанатов Джона Леннона фильм не впечатлил.
В 2010 году сыграл подростка Дэйва Лизевски, большого фаната комиксов, в фильме «Пипец». За эту роль он получил номинации British Comedy Awards как «Лучший британский комедийный спектакль в кино» (2010), Teen Choice Awards «Мужской прорыв» (2010) и Empire Awards как «Лучший актёр» (2011). После он снялся ещё в нескольких фильмах, среди которых «Анна Каренина» вместе с Кирой Найтли и сиквел «Пипец 2».
Снялся в фантастическом боевике Гарета Эдвардса «Годзилла», а также сыграл роль супергероя Ртути в фильме Кинематографической вселенной Marvel «Мстители: Эра Альтрона».
Получил премию «Золотой глобус» в 2017 году за роль преступника Рэя Маркуса в американском психологическом триллере «Под покровом ночи».

## Личная жизнь
Джонсон и режиссёр Сэм Тейлор-Вуд начали встречаться после знакомства на съёмках фильма «Стать Джоном Ленноном» в начале 2009 года; на момент начала отношений Джонсону было 18 лет, а Тейлор-Вуд — 41 год. Они объявили о помолвке в октябре 2009 года и поженились 21 июня 2012 года. Они оба сменили фамилии на «Тейлор-Джонсон», которые также используют профессионально. У пары есть две общие дочери — Уайлда Рэй (род. 7 июля 2010) и Роми Хиро (род. 18 января 2012). Он также является отчимом двух дочерей жены от предыдущего брака.

## Фильмография
| Год  |     | Русское название                             | Оригинальное название                           | Роль                              |
| ---- | --- | -------------------------------------------- | ----------------------------------------------- | --------------------------------- |
| 2001 | с   | Армадилл                                     | Armadillo                                       | юный Лоример Блэк                 |
| 2002 | ф   | Том и Томас                                  | Tom & Thomas                                    | Том и Томас                       |
| 2002 | тф  | Апокалипсис: Откровение Иоанна Богослова     | San Giovanni: L'Apocalisse                      | Йоханан                           |
| 2003 | ф   | Шанхайские рыцари                            | Shanghai Knights                                | Чарли                             |
| 2003 | тф  | За закрытыми дверями                         | Behind Closed Doors                             | Сэм Гудвин                        |
| 2003 | с   | Чисто английское убийство                    | The Bill                                        | Зак Клаф                          |
| 2004 | с   | Семейный бизнес                              | Family Business                                 | Пол Салливан                      |
| 2004 | с   | Мальчик в перьях                             | Feather Boy                                     | Никер                             |
| 2004 | ф   | До смерти крутой                             | Dead Cool                                       | Джордж                            |
| 2006 | ф   | Лорд Вор                                     | The Thief Lord                                  | Проспер                           |
| 2006 | ф   | Иллюзионист                                  | The Illusionist                                 | Эйзенхайм в детстве               |
| 2004 | с   | Лучший человек                               | The Best Man                                    | Майкл в 15 лет                    |
| 2006 | с   | Катастрофа                                   | Casualty                                        | Марк                              |
| 2006 | кор | Смышленые                                    | Fast Learners                                   | Нил                               |
| 2006 | с   | Я не должен был выжить                       | I Shouldn't Be Alive                            | Марк                              |
| 2004 | в   | Волшебная дверь                              | The Magic Door                                  | Флип                              |
| 2007 | тф  | Шерлок Холмс и чумазые сыщики с Бэйкер-стрит | Sherlock Holmes and the Baker Street Irregulars | Финч                              |
| 2007 | с   | Поговори со мной                             | Talk to Me                                      | студент Келли                     |
| 2007 | с   | Почти знамениты                              | Nearly Famous                                   | Оуэн Стефенс                      |
| 2007 | с   | Подъём                                       | Coming Up                                       | Оуэн                              |
| 2008 | ф   | Кукла                                        | Dummy                                           | Дэнни                             |
| 2008 | ф   | Ангус, стринги и поцелуи взасос              | Angus, Thongs and Perfect Snogging              | Робби                             |
| 2009 | ф   | Самый лучший                                 | The Greatest                                    | Беннет                            |
| 2009 | ф   | Стать Джоном Ленноном                        | Nowhere Boy                                     | Джон Леннон                       |
| 2010 | ф   | Пипец                                        | Kick-Ass                                        | Дэйв Лизевски / Пипец             |
| 2010 | ки  | Kick-Ass: The Game                           | Kick-Ass: The Game                              | Пипец                             |
| 2010 | ф   | Чат                                          | Chatroom                                        | Уильям                            |
| 2011 | ф   | Таинственный Альберт Ноббс                   | Albert Nobbs                                    | Джо                               |
| 2012 | ф   | Особо опасны                                 | Savages                                         | Бен                               |
| 2012 | в   | Особо опасны: Допросы                        | Savages: The Interrogations                     | Бен                               |
| 2012 | ф   | Анна Каренина                                | Anna Karenina                                   | Вронский                          |
| 2013 | ф   | Пипец 2                                      | Kick-Ass 2                                      | Дэйв Лизевски / Пипец             |
| 2013 | ф   | Первый Мститель: Другая война                | Captain America: The Winter Soldier             | Пьетро Максимофф / Ртуть          |
| 2014 | ф   | Годзилла                                     | Godzilla                                        | Форд Броуди                       |
| 2014 | мс  | Гриффины                                     | Family Guy                                      | Джайден                           |
| 2015 | ф   | Мстители: Эра Альтрона                       | Avengers: Age of Ultron                         | Пьетро Максимофф / Ртуть          |
| 2016 | ф   | Под покровом ночи                            | Nocturnal Animals                               | Рэй Маркус                        |
| 2017 | ф   | Стена                                        | The Wall                                        | сержант Ален Айзек                |
| 2018 | ф   | Король вне закона                            | Outlaw King                                     | Джеймс Дуглас, 5-й лорд Дуглас    |
| 2018 | ф   | Миллион маленьких осколков                   | A Million Little Pieces                         | Джеймс Фрай                       |
| 2019 | кор | Последняя еда                                | The Last Meal                                   | Приговорённый                     |
| 2020 | ф   | Довод                                        | Tenet                                           | Айвз                              |
| 2021 | с   | Тревожный вызов                              | Calls                                           | Марк                              |
| 2021 | ф   | King’s Man: Начало                           | The King's Man                                  | Арчи Рид / Ланселот               |
| 2022 | ф   | Быстрее пули                                 | Bullet Train                                    | Мандарин                          |
| 2024 | ф   | Каскадёры                                    | The Fall Guy                                    | Том Райдер                        |
| 2024 | ф   | Крейвен-охотник                              | Kraven the Hunter                               | Сергей Кравинов / Крейвен-охотник |
| 2024 | ф   | Носферату                                    | Nosferatu                                       | Фридрих Хардинг                   |
| 2025 | ф   | 28 лет спустя                                | 28 Years Later                                  | Джейми                            |
| 2025 | ф   | Fuze                                         | Fuze                                            |                                   |
| 2026 | ф   | 28 лет спустя. Часть II: Костяной храм       | 28 Years Later: The Bone Temple                 | Джейми                            |
| 2026 | ф   | Кровь на снегу                               | Blood on Snow                                   | Олав                              |

Аарон снялся в видеоклипе группы R.E.M. на песню «Überlin», режиссёром которого является его супруга Сэм Тейлор-Джонсон.
Также в 2017 году снялся в рекламе нового мужского аромата Givenchy «New Gentlemen». А недавно начали ходить слухи что он может стать новым агентом 007.

## Награды и номинации
| Награда                           | Год  | Категория                                     | Результат | Фильм                 |
| --------------------------------- | ---- | --------------------------------------------- | --------- | --------------------- |
| British Independent Film Awards   | 2009 | Лучший актёр                                  | Номинация | Стать Джоном Ленноном |
| British Comedy Awards             | 2010 | Лучший британский комедийный спектакль в кино | Номинация | Пипец                 |
| London Critics Circle Film Awards | 2010 | Молодой британский исполнитель года           | Номинация | Стать Джоном Ленноном |
| Teen Choice Awards                | 2010 | Мужской прорыв                                | Номинация | Пипец                 |
| Empire Awards                     | 2011 | Лучший дебют                                  | Награда   | Стать Джоном Ленноном |
| Empire Awards                     | 2011 | Лучший актёр                                  | Номинация | Пипец                 |
| «BAFTA»                           | 2011 | Восходящая звезда                             | Номинация |                       |
| «Золотой глобус»                  | 2017 | Лучшая мужская роль второго плана             | Награда   | Под покровом ночи     |